# Nunburnholme
Nunburnholme är en ort och civil parish i Storbritannien.   Den ligger i kommunen East Riding of Yorkshire och riksdelen England, i den centrala delen av landet, 270 km norr om huvudstaden London. Nunburnholme ligger 41 meter över havet och antalet invånare är 234.
Terrängen runt Nunburnholme är lite kuperad. Runt Nunburnholme är det ganska tätbefolkat, med 139 invånare per kvadratkilometer. Närmaste större samhälle är Pocklington, 4,9 km väster om Nunburnholme. Trakten runt Nunburnholme består till största delen av jordbruksmark.